# 北橋 (馬)
北橋，是日本現役純種競賽馬匹。目前主要勝利有2022年葉森盃，2023年美國賽馬會盃及2024年札幌紀念。

## 出賽前
2018年1月24日出生於北海道新冠町村田牧場，成長途中於拍賣會上被馬主井山登以3456萬日圓購入。
其後交由美浦訓練中心練馬師奧村武訓練。

## 競賽生涯

### 2歲
2020年9月27日出戰中京競馬場2歲新馬戰，比賽途中採用領放戰術下越走越順，於最後彎道更跑出優秀的末腳速度，最終以1 1/2馬位優勢取得首勝。
其後出戰葉牡丹賞，比賽初段再度順利搶佔領放位置推進，並於進入直路後繼續展開衝刺，最終拉開對手4馬位達成連勝。

### 3歲
2021年年初原定以京成盃作為目標，但被碎石挫傷之下避戰休養，於5月才復出出戰青葉賞。比賽開始後，其再度以主動的姿態展開領放，但於直路上未能保持衝勢下大幅失速，最終以第十三大敗。
其後於7月出戰日經電台賞，繼續採用領放戰術下於直路初段堅守位置，但於中段轉趨力弱下被加速上前的炫白星飛及振興世界超越，最終以第三的戰績完賽。
進入秋季後出戰聖烈特紀念，本次比賽其並未採用領放戰術，而是於初段保持於第二的位置，並於比賽途中稍微墮後等待時機。進入直路後，其嘗試於中檔位置突破衝出，但被前方賽駒阻擋下一直未能尋找到空間，最終沉沒之下以第十大敗。
10月24日重返班賽征戰，於tvk賞中保持於第三的位置下在直路順利突破取得勝利，但於其後的歡迎錦標因為漏閘而採用後上戰術，最終完全無法加速之下以第十二慘敗。

### 4歲
2022年3月以紫水晶錦標作為年度首戰，順利展開領放下在直路輕鬆拋離對手，最終以1 1/4馬位取得勝利並晉級公開組。
休養近5個月後出戰葉森盃，比賽初段選擇跟隨前方的雙星相伴及崇尚禮儀推進，通過最後彎道後逐步透出。進入直路後，其成功以優秀的反應加速並超越失速的兩名對手，及後繼續保持勢頭下仍能壓制衝出的蘊藏豐富及有情莊園，最終以頸位優勢取得首個分級賽冠軍。
進入秋季後其以每日王冠作為起動戰，但於直路未能盡力由中團維持衝出下僅跑獲第五，其後出戰秋季天皇賞更因失速而以第十一大敗。

### 5歲
2023年1月22日以美國賽馬會盃作為5歲生涯的首戰，賽前獲得第四人氣。比賽開始後，其順利搶佔第四的先頭有利位置，於比賽途中亦能順應騎師岩田康誠的指揮保持穩定的節奏。進入直路後，其於所在位置瞬間透出並不斷衝刺，最終保持優秀的速度下成功阻止後方來襲的真身及安身立命取得冠軍。
但其後於年間未能保持穩定的表現，4月挑戰大阪盃以第八落敗，秋季出戰產經賞及秋季天皇賞亦僅得第七及第十。

### 6歲
2024年2月陣營安排其遠征卡塔爾出戰三級賽酋長錦標，為其首次出國出賽。比賽開始後，其於內欄位置取位並進行領放，但於比賽中段稍為收慢並保持於桀驁之戀後方第二的位置。進入直路後，其嘗試於所在位置加速，但最終無法超越桀驁之戀下再被其後方的輕風飛及里見騰輝追上，以第四的戰績完賽。
其後陣營安排其遠征香港以女皇盃作為目標，於賽前僅為獨贏賠率104倍的冷門馬。比賽開始後，其運用內檔起步的優勢逐步推進並進佔領放的位置，並於比賽途中一直維持領先的姿態。進入直路後，其繼續於內欄位置展現對軟地的適應性堅守位置，縱然於最後100米被後方衝出的浪漫勇士及先見超越，但仍然可以保持勢頭阻止越駿歡欣及滂薄無比的攻勢，以爆冷姿態跑獲一席第三。
完成女皇盃後，其目標為繼續停留香港出戰5月26日的香港冠軍暨遮打盃，但於沙田馬場檢疫馬房即將爆滿下，北橋未能長駐而是需要先返回日本再於5月中旬前往香港。對於此情況，陣營認為做法過於繁複且會對馬匹負擔，因而安排其直接返回日本休養。
休養過後於8月出戰札幌紀念，賽前獲得第五人氣。比賽開始後，其由外檔位置逐步貼欄，面對Auswahl的領放下其並未跟上，而是於第二的位置穩步推進。進入直路後，其於內欄有利位置逐步推進，待Auswahl失速後取代其成為領先的賽駒，後續繼續保持速度下亦能防止地標圖形超越，最終以1 3/4馬位優勢再度取得分級賽冠軍。
10月27日第三度挑戰秋季天皇賞，比賽初段並未採取前置戰術，而是緩慢的進佔內欄中後方位置穩步推進。進入直路後，其仍然維持於內欄逐步推進，但未能順利突破及展開加速下以第十一落敗。

### 詳細賽績
| 日期       | 舉辦國家/地區 | 馬場 | 距離   | 級別 | 賽事名稱     | 負重 | 騎師     | 馬號 | 出馬 | 名次 | 時間    | 頭馬（二馬）        |
| ---------- | ------------- | ---- | ------ | ---- | ------------ | ---- | -------- | ---- | ---- | ---- | ------- | ------------------- |
| 27/9/2020  | 日本          | 中京 | 草2000 |      | 2歲新馬      | 54   | 武豐     | 4    | 10   | 1    | 2:02.6  | （Heart of a City） |
| 5/12/2020  | 日本          | 中山 | 草2000 |      | 葉牡丹賞     | 55   | 岩田康誠 | 3    | 12   | 1    | 2:02.2  | （Giancaldo）       |
| 1/5/2021   | 日本          | 東京 | 草2400 | GII  | 青葉賞       | 56   | 横山和生 | 3    | 18   | 13   | 2:26.9  | 錦城妙事            |
| 4/7/2021   | 日本          | 福島 | 草1800 | GIII | 日經電台賞   | 54   | 岩田康誠 | 14   | 16   | 3    | 1:48.6  | 炫白星飛            |
| 20/9/2021  | 日本          | 中山 | 草2200 | GII  | 聖烈特紀念   | 56   | 岩田康誠 | 5    | 14   | 10   | 2:13.4  | 淺間發威            |
| 24/10/2021 | 日本          | 東京 | 草2000 |      | tvk賞        | 55   | 岩田康誠 | 9    | 9    | 1    | 1:59.0  | （Grand Officier）  |
| 28/11/2021 | 日本          | 東京 | 草2000 |      | 歡迎錦標     | 55   | 岩田康誠 | 8    | 16   | 12   | 2:00.0  | 金積驥              |
| 20/2/2022  | 日本          | 東京 | 草2000 |      | 紫水晶錦標   | 55   | 岩田康誠 | 4    | 11   | 1    | 2:00.1  | （Grand Officier）  |
| 12/6/2022  | 日本          | 東京 | 草1800 | GIII | 葉森盃       | 56   | 岩田康誠 | 6    | 12   | 1    | 1:46.7  | （蘊藏豐富）        |
| 9/10/2022  | 日本          | 東京 | 草1800 | GII  | 每日王冠     | 56   | 岩田康誠 | 2    | 10   | 5    | 1:44.5  | 戰舞者              |
| 30/10/2022 | 日本          | 東京 | 草2000 | GI   | 秋季天皇賞   | 58   | 岩田康誠 | 10   | 15   | 11   | 1:58.4  | 春秋分              |
| 22/1/2023  | 日本          | 中山 | 草2200 | GII  | 美國賽馬會盃 | 57   | 岩田康誠 | 4    | 14   | 1    | 2:13.5  | （真身）            |
| 2/4/2023   | 日本          | 阪神 | 草2000 | GI   | 大阪盃       | 58   | 岩田康誠 | 4    | 16   | 8    | 1:58.1  | 金積驥              |
| 24/9/2023  | 日本          | 中山 | 草2200 | GII  | 產經賞       | 58   | 岩田康誠 | 11   | 15   | 7    | 2:12.5  | 利森名園            |
| 29/10/2023 | 日本          | 東京 | 草2000 | GI   | 秋季天皇賞   | 58   | 岩田康誠 | 1    | 11   | 10   | 1:58.0  | 春秋分              |
| 17/2/2024  | 卡塔爾        | 雷恩 | 草2400 | GIII | 酋長錦標     | 58   | 岩田康誠 | 3    | 11   | 4    | 2:29.70 | 桀驁之戀            |
| 28/4/2024  | 香港          | 沙田 | 草2000 | GI   | 女皇盃       | 57   | 岩田康誠 | 9    | 11   | 3    | 2.01.39 | 浪漫勇士            |
| 18/8/2024  | 日本          | 札幌 | 草2000 | GII  | 札幌紀念     | 58   | 岩田康誠 | 12   | 11   | 1    | 1:59.6  | （地標圖形）        |
| 27/10/2024 | 日本          | 東京 | 草2000 | GI   | 秋季天皇賞   | 58   | 岩田康誠 | 5    | 15   | 11   | 1:58.0  | 勝局在望            |

## 血統簡介
父系滿樂時爲日本賽駒，生涯戰績彪炳，於一哩及中距離賽均有表現，曾勝出香港一哩錦標、香港盃及秋季天皇賞等六項一級賽。祖父銀幕英雄亦是日本賽駒，生涯戰績不俗，曾勝出一級賽日本盃。
母系Amazing Moon為日本賽駒，生涯僅勝出一場賽事。外祖父賞月亦是日本賽駒，生涯戰績彪炳，曾勝出一級賽寶塚紀念及日本盃，亦於阿聯酋贏得杜拜免稅店盃。

### 血統表
| 父線：雷弼圖系（Hail to Reason系）   |                               |                 |                |
| 種馬 滿樂時 2011年（棗色）           | 銀幕英雄 2004年（栗色）       | 草上飛          | Silver Hawk    |
| 種馬 滿樂時 2011年（棗色）           | 銀幕英雄 2004年（栗色）       | 草上飛          | Ameriflora     |
| 種馬 滿樂時 2011年（棗色）           | 銀幕英雄 2004年（栗色）       | Running Heroine | 週日寧靜       |
| 種馬 滿樂時 2011年（棗色）           | 銀幕英雄 2004年（栗色）       | Running Heroine | Dyna Actress   |
| 種馬 滿樂時 2011年（棗色）           | Mejiro Frances 2001年（棗色） | 嘉年傑          | 鞍匠井         |
| 種馬 滿樂時 2011年（棗色）           | Mejiro Frances 2001年（棗色） | 嘉年傑          | Detroit        |
| 種馬 滿樂時 2011年（棗色）           | Mejiro Frances 2001年（棗色） | Mejiro Monterey | Mogami         |
| 種馬 滿樂時 2011年（棗色）           | Mejiro Frances 2001年（棗色） | Mejiro Monterey | Mejiro Quincey |
| 繁殖雌馬 Amazing Moon 2010年（棗色） | 賞月 2003年（棗色）           | 最後橫掃        | Forty Niner    |
| 繁殖雌馬 Amazing Moon 2010年（棗色） | 賞月 2003年（棗色）           | 最後橫掃        | Broom Dance    |
| 繁殖雌馬 Amazing Moon 2010年（棗色） | 賞月 2003年（棗色）           | My Katies       | 週日寧靜       |
| 繁殖雌馬 Amazing Moon 2010年（棗色） | 賞月 2003年（棗色）           | My Katies       | Katies First   |
| 繁殖雌馬 Amazing Moon 2010年（棗色） | Big Tenby 1998年（深棗色）    | 天庇            | Caerleon       |
| 繁殖雌馬 Amazing Moon 2010年（棗色） | Big Tenby 1998年（深棗色）    | 天庇            | Shining Water  |
| 繁殖雌馬 Amazing Moon 2010年（棗色） | Big Tenby 1998年（深棗色）    | Mogami Hime     | Cacoethes      |
| 繁殖雌馬 Amazing Moon 2010年（棗色） | Big Tenby 1998年（深棗色）    | Mogami Hime     | Mogami Point   |
| 雌系：號族：1-b                      |                               |                 |                |
| 五代內近親交配：週日寧靜 4×4         |                               |                 |                |

## 命名由來
名字North Bridge（ノースブリッジ）意思為：「北橋」，源自北橋修二的名字，和Intel處理器個人電腦主機板晶片組中的晶片北橋並無關係。

## 外部連結
- 北橋 netkeiba.com
- 血統表 （页面存档备份，存于）